# DRASTIC
DRASTIC(Decentralized Radical Autonomous Search Team Investing COVID-19=新型コロナウイルス感染症に関する分散型の急進的な匿名の調査チーム)はネット上で新型コロナウイルス感染症に関する調査をする集団。

## 概要
およそ30人の集団とされ、新型コロナウイルスに関する調査をボランティアで行う。膨大な情報の中からコロナウィルスの起源になるウィルスの調査を進める。
蝙蝠を起源とするRaTG13が新型コロナウィルスのもとになったと推定される。